# أنتوني ستيوارت
أنتوني ستيوارت (بالإنجليزية: Anthony Stewart)‏ مواليد 15 أبريل 1970، هو لاعب كرة سلة أسترالي سابق بدأ مسيرته الاحترافية في سنة 1992. اعتزل اللعب في 2007.